# MAX (음악 그룹)

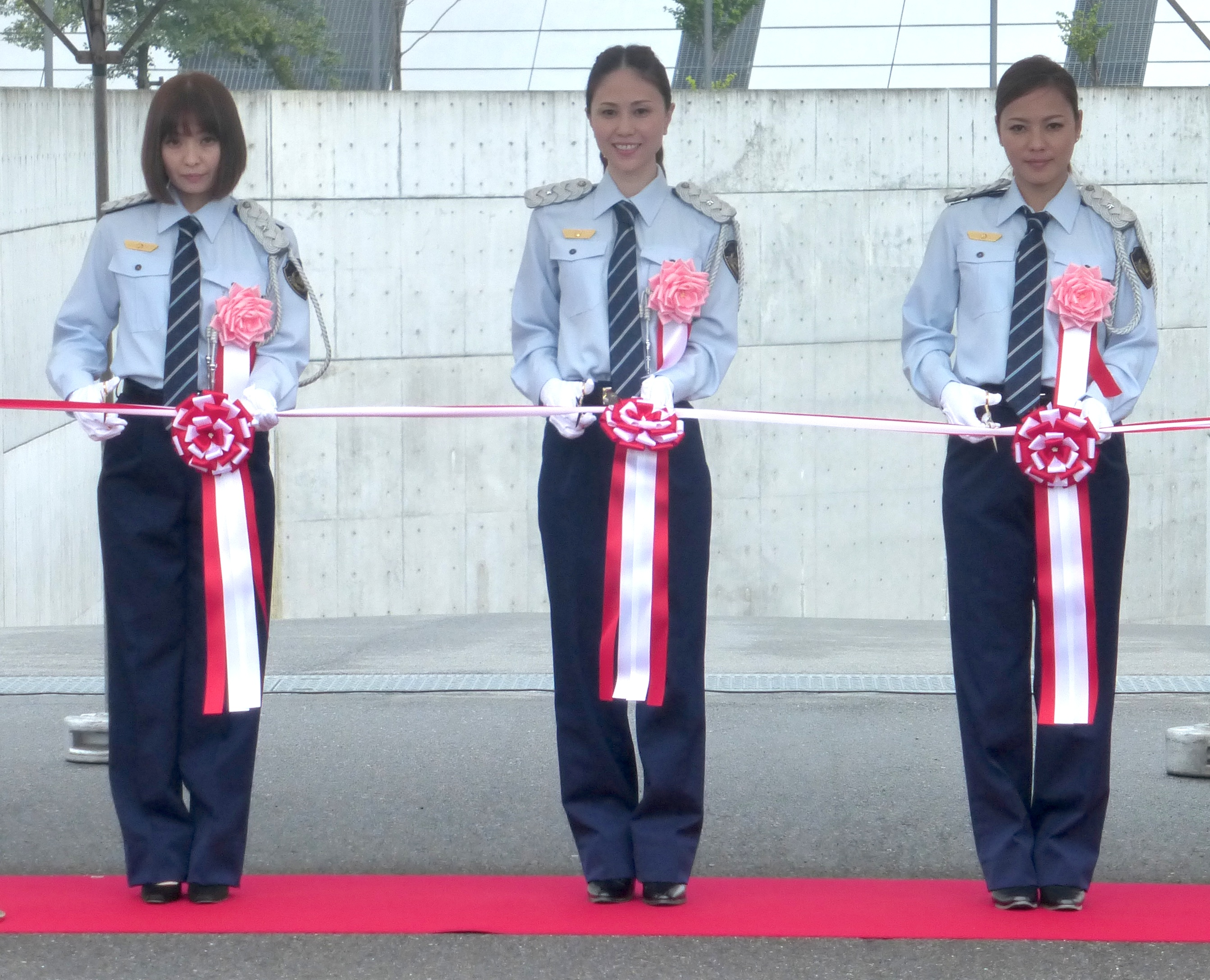
2016년 도쿄 구치소에서

MAX(맥스)는 일본의 여성 보컬 그룹이다. 이 이름은 "Musical Active Experience"의 약어이다. MAX의 원년멤버는 리드보컬 아무로 나미에와 함께 슈퍼몽키스의 멤버로 뮤지컬 데뷔를 했다. 그들은 1995년에 독립하여 1996년부터 2000년까지 수백만 장의 앨범을 판매하고 연속으로 톱 20 싱글을 연속으로 판매하며 스타가 되었다. 리드 싱어 미나는 2002년 임신으로 인해 그룹을 떠났고 교체되었다. 아키(Aki)라는 예명을 사용한 마에다 아키의 작품이다. 아키는 솔로 활동을 위해 2008년 8월 그룹을 탈퇴했다. 원 멤버 미나는 2008년 10월 28일 그룹으로 돌아와 2년 만에 컴백했다.
MAX는 데뷔 이후 천만 장 이상의 음반을 판매했다. 여성 그룹에서는 모닝구무스메에 이어 가장 연속으로 톱 10 싱글에 진입했으며, 15위로 Wink (일본의 음악 그룹)와 동률을 이루고 있다.

## 멤버
데뷔 당시 멤버들은 모두 본명을 사용했다. 인기를 얻은 후에는 각각 접미사 "na"가 붙은 예명을 사용했다. 리나(리츠코)는 예전에 "리나"라고 불렀다. 그러나 "Reina"와 유사하고 그녀의 별명이 "Lina"와 더 가깝기 때문에 첫 번째 CD가 나올 무렵 그녀의 이름이되었다. 콘서트 백스테이지 등 비공식 영상에서 미나와 나나는 정식 이름인 미나코와 나나코로 불린다. 예명에 접미사가 붙지 않은 유일한 멤버는 전 멤버 아키다.
마지막 멤버를 포함해 그룹의 모든 멤버는 오키나와현 출신이다.

### 현재 멤버
- 이노우에 미나코(1977년 12월 29일 ~ )
- 타쿠시 나나코(1976년 3월 25일 ~)
- 미야우치 레이나 (1978년 1월 6일 ~ )
- 마츠다 리츠코 (1977년 2월 26일 ~ )

### 이전 멤버
- 마에다 아키(AKI)